# Wingen
Wingen település Franciaországban, Bas-Rhin megyében. Lakosainak száma 453 fő (2022. január 1.). Wingen Climbach és Lembach községekkel határos.

## Népesség
A település népessége az elmúlt években az alábbi módon változott:
| Lakosok száma | 456  | 456  | 468  | 453  | 450  | 446  | 449  | 452  | 453  |
|               | 2013 | 2015 | 2016 | 2017 | 2018 | 2019 | 2020 | 2021 | 2022 |